# SS11 (競輪)
一般財団法人SS11（エス・エス・イレブン、英: SS11 Foundation）は、日本の一般財団法人。本部は東京都新宿区三栄町（2013年時点）。
団体名は、競輪選手の最上級クラス“S”級“S”班の、東日本大震災が発生した20“11”年における、全9選手によって立ち上げられたことが由来といわれる。この9選手は、（毎年）12月30日開催のKEIRINグランプリ2011の出場選手（すなわち翌2012年大会前までの1年間のS級S班）であり、各自34万円を出資して設立された。
2012年の発足で、翌2013年に一般財団法人となったという。

## 法人概要
2013年から「チャリーズ杯」というチャリティレース（東日本大震災の被災地支援競走）を開催するなどの活動がある（チャリーズの結成記者発表は2012年11月、結成は同21日）。
その他、被災地の少年少女を対象とした、トップアスリートによる「バスケットボールクリニック」や「陸上クリニック」も開催している。公式ホームページには「自転車の力でチャリティーを」という言葉も掲げられている。
法人設立（2013年7月24日発表）時点のもの。太字は選手。
- 00理事長： 伏見俊昭
- 0000理事： 村上義弘、長塚智広
- 0000監事： 森耕平
- 事務局長： 日下部大次郎
- 00評議員： 武田豊樹、平田竹男、前田康行

## チャリーズ参加メンバー
チャリーズ公式サイトより（2014年1月現在）
太字＝現役競輪選手。左端   ＝後述のうちの8名。右端*＝2012年発足メンバー全9名。
|        | 名前       | 競技         | 備考            |
| ------ | ---------- | ------------ | --------------- |
| ふし   | 伏見俊昭   | 自転車       | *代表           |
| あき   | 秋本真吾   | 陸上         |                 |
| あさ   | 浅井康太   | 自転車       | *               |
| うら   | 浦田聖子   | ビーチバレー |                 |
| おおた | 太田雄貴   | フェンシング |                 |
| おおは | 大畑大介   | ラグビー     |                 |
| おかた | 岡田征陽   | 自転車       |                 |
| おかむ | 岡村憲司   | バスケット   |                 |
| おち   | 落合真理   | バレーボール |                 |
| かね   | 金丸祐三   | 陸上         |                 |
| かん   | 菅野優太   | 陸上         |                 |
| くほ   | 久保瑠里子 | 陸上         |                 |
| こは   | 小林雄一   | 陸上         |                 |
| さと   | 佐藤友和   | 自転車       | *               |
| さと   | 佐藤真海   | 陸上         |                 |
| しゆ   | 十文字貴信 | 自転車       |                 |
| しん   | 神事真規子 | バスケット   |                 |
| たか   | 髙瀬慧     | 陸上         |                 |
| たけ   | 武田豊樹   | 自転車       | *               |
| ため   | 為末大     | 陸上         |                 |
| てら   | 寺田克也   | 陸上         |                 |
| なか   | 長塚智広   | 自転車       | *               |
| なり   | 成田和也   | 自転車       | *               |
| ねき   | 根木慎志   | バスケット   |                 |
| ふか   | 深谷知広   | 自転車       | *               |
| むら   | 村上義弘   | 自転車       | *               |
| やし   | 矢代直美   | バスケット   |                 |
| やす   | 安田裕己   | （自転車）   | 安田大サーカス  |
| やまく | 山口幸二   | 自転車       | *現：競輪解説者 |
| やまさ | 山崎芳仁   | 自転車       |                 |
| やまと | 大和谷智子 | バスケット   |                 |
| よこ   | 横田真人   | 陸上         |                 |

## 日本競輪選手会からの独立発表→撤回→処分→5人を除く軽減
2013年12月19日に脱会の記者会見。紆余曲折あり、2014年3月12日に全23メンバーの自粛休場処分（12・8・6か月の3分類）が決まった。6月23日には、18メンバーに関して3か月間（7月31日まで）への一律短縮が決まった。
豊岡哲生（2016年6月時点）と、2015年1月28日に引退会見を開き「自転車競技者として体力的にもこれ以上、上を目指せない」との理由を述べた長塚智広の2選手以外は、レース復帰を果たしている。

### 12月・発表
2013年12月19日、独立発表の記者会見
2013年12月19日付の『スポーツ報知』によって、トップクラスを多く含む現役S級選手18人（3地区からの1都1府4県の選手）が従来の日本競輪選手会（本部所在地は板橋区）から脱会して、今後この「SS11」を母体とする「新選手会」を発足させる意向という情報が、報道された。
報道の通り同日午後、帝国ホテル（内幸町）で記者会見が行われ長塚智広、武田豊樹、村上義弘、平原康多、新田祐大の5人が出席した。
選手たちの移籍（脱会）理由の一つに、2020年東京オリンピックの開催決定（2013年9月7日）があるという。「新選手会」の主な活動内容として、これを視野に入れた若手の育成活動や選手の環境作りなどを掲げた。18人の中には、選手活動と並行しながら、自転車競技（ケイリンやチームスプリント）のナショナルチームに在籍してきた者（中には五輪経験者も）が含まれており、日本競輪選手会サイドと考え方の違いがあったと見られる。なお選手たちは、あくまでも「今の競輪との両立をしながらオリンピックのメダリストも育てていきたい」という方針を表明もした。
その他に、現行の退職金（2017年まで約20%カットの方針、年金も2010年から支給が停止）・共済金制度への疑問もあったという報道もある。18人のうちのある選手は、あくまでも「お金の問題で選手会を出て行くのではない」としつつも、制度自体に問題があることを訴えていたという。
すでに退会届は18日に郵送され、19日に日本競輪選手会の本部に届いたという。19日の会見での長塚によると「60人くらいから移籍したいと言われている」とのことだった。
2013年12月27日、日本競輪選手会側の会見
この件については綱紀審議委員会に諮られた。日本競輪選手会側は27日の理事会後、同日に立川競輪場（翌28日からKEIRINグランプリ2013シリーズが開催される）にて、坂巻正巳専務理事（茨城支部長・55期）らが会見を行った。
その時点で脱会届を出している選手は4人増の計22人となっていたが、まだ「不受理としている」状況（各地区の支部長を経由しなくてはいけない不備が理由）であると発表。1月下旬に開く予定の臨時総会にて改めて、（退会扱いでなく）除名処分を審議することが全会一致で決まったことを報告した。「選手会の規則を乱した」ことを問題視してのことだった。
なお、暮れの大一番であるグランプリ直前という状況もあり、坂巻専務理事は「今回のことでお客様に心理的な要素を与えたくない」とも訴えた。

### 1月・撤回と謝罪
2014年1月20日、撤回・謝罪
年が明けて1月20日、全選手が謝罪（一部の選手は同日に本部を訪れたという）と共に退会届を撤回したことが、日本競輪選手会によって同日に発表された。また、当初検討していた除名処分については、臨時総会（翌21日に開く予定だった）に付議しないこととしたという。最終的な人数は、年末より1人増えて計23人となっていた。
なお、1月11日の時点で一部の選手が日本競輪選手会への復帰意思を表明していたという情報が、1月21日付の『日刊スポーツ』の報道で明らかとされた。また、同日の紙面にて、日刊スポーツ評論家（競輪担当）を務める中野浩一（日本自転車競技連盟の副会長でもある元競輪選手）は、個人的な意見として「彼らの気持ちは分かる部分もある」としたものの、多大な混乱と迷惑を及ぼしたこと、慎重な行動をすべきだったという見解を表明した。
その後
翌1月21日に予定通り臨時総会が開かれ、13選手が出席し反省の弁を述べた。
また、2月14日（GI・全日本選抜・高松から2日後）には長塚・武田・村上・平原・新田・伏見の6選手が日競選本部で謝罪会見を開き、改めて謝罪の意を示した。と同時に、長塚が「（競輪を統括する）JKAの石黒克巳会長と会食の際に（移籍について）話をしたことがある」と語り、本件について事前にJKAと話し合いが持たれていたことを示唆した。なおSS11自体についても伏見が「個人的には解散したほうがいいと思う」と語っている。
除名処分は回避されたものの、2月25日に開く予定（早まる場合も想定された）の綱紀審議委員会で協議され、3月の理事会にて何らかの形での処分内容が決定される可能性が生まれた。

### 3月・処分の決定
綱紀審議委員会
予定していた通り2月25日に、綱紀審議委員会（理事会の諮問機関）が本部で開かれ、各地区の支部長ら計11人が出席。約5時間半にわたり23人の制裁措置について協議されたが、秘密会を理由に処分内容は報道陣に明かされなかった。3月12日の理事会で承認を経て最終決定される運びとなった。
2014年3月12日、理事会・支部長合同会議
予定通り3月12日に、理事会・支部長合同会議が開かれた。23人全員に、5月1日からの自粛休場勧告という処分が下された。期間は、長塚・武田・村上（事情聴取によって関わりが大きかったと判断された）の3名が「1年間」、12月19日の会見に臨んだ残りの2名である平原・新田が「8か月」。その他の18名が「6か月」。
4月から自粛欠場する意向を伝えていたが、既にGII・第30回共同通信社杯（4月26日開催）までの出場斡旋が発表されており、混乱を避けるために5月からとなったという。
出席者（20人の理事と各支部長の計42人が招集された）の中には「思っていた以上に重い」という印象を持った支部長もいるという情報があり、今回に関しては昨年末と異なり全会一致でなく多数決によって決まったという報道もある。（自粛休場よりも重い）引退勧告も選手会における処分の選択肢にあるが、会議の中で話に出なかったという情報もある。
なお、約3か月にわたる、この一連の流れに関して、KEIRIN.JP（JKAが管轄する競輪オフィシャルサイト）では、一切ニュースとして扱われなかった。今回の処分はJKAが行うもの（レースにおける失格などに伴うものがある）ではなく、日競選が独自で下したものであった。

### 5月以降
5月19日に取手競輪場で開催された第61回全日本プロ選手権自転車競技大会（通称：「全プロ」、主催：日本自転車競技連盟／日本プロフェッショナルサイクリスト協会、主管：日本競輪選手会）にも、本件の該当メンバーは一切出場しなかった。予選的な位置付けの「地区プロ」で上位に入り、この大会の出場権を得ていた選手も多かった。
2014年度の強化指定選手に入っている渡邉一成と新田祐大はナショナルチームにおいては、5月のアジア選手権に派遣されたり活動を継続した。
村上義弘など、依頼を受けて各地の競輪場でトークショーに登場した選手もいる。

### メンバー

#### 発表時の18名
| GP '13 |   |            | 期 |      | 賞金 '13 | S班 '12 | 五輪       | NT | 自粛 | 短縮 |
| ------ | - | ---------- | -- | ---- | -------- | ------- | ---------- | -- | ---- | ---- |
| ★      | * | 長塚智広   | 81 | 茨城 | 6        | ☆       | 00、04、08 | ●  | 12   | 12   |
|        | * | 武田豊樹   | 88 | 茨城 | 16       | ☆       | ※          |    | 12   | 3    |
| ★      | * | 村上義弘   | 73 | 京都 | 2        | ☆       |            |    | 12   | 3    |
| ★      |   | 平原康多   | 87 | 埼玉 | 7        |         |            |    | 8    | 3    |
| ★      |   | 新田祐大   | 90 | 福島 | 5        |         | 12         | ●  | 8    | 3    |
| ★      | * | 成田和也   | 88 | 福島 | 3        | ☆       |            | ●  | 6    | 3    |
|        |   | 渡邉一成   | 88 | 福島 | -        |         | 08、12     | ●  | 6    | 3    |
|        | * | 山崎芳仁   | 88 | 福島 | 14       |         |            |    | 6    | 3    |
|        |   | 小野大介   | 91 | 福島 | -        |         |            |    | 6    | 3    |
|        |   | 佐藤慎太郎 | 78 | 福島 | 21       |         |            |    | 6    | 3    |
|        |   | 伏見俊昭   | 75 | 福島 | 23       | ☆       | 04、08     | ●  | 6    | 3    |
|        | * | 佐藤友和   | 88 | 岩手 | 11       | ☆       |            | ●  | 6    | 3    |
|        | * | 岡田征陽   | 85 | 東京 | 10       |         |            |    | 6    | 3    |
|        |   | 牛山貴広   | 92 | 茨城 | 25       |         | ※          |    | 6    | 3    |
|        |   | 藤木裕     | 89 | 京都 | 12       |         |            |    | 6    | 3    |
|        |   | 村上博幸   | 86 | 京都 | 24       |         |            |    | 6    | 3    |
|        |   | 稲垣裕之   | 86 | 京都 | 27       |         |            | ●  | 6    | 3    |
|        |   | 川村晃司   | 85 | 京都 | 18       |         |            |    | 6    | 3    |

#### 追加の5名
| GP '13 |  |            | 期 |      | 賞金 '13 | S班 '12 | 五輪 | NT | 自粛 | 短縮 |
| ------ |  | ---------- | -- | ---- | -------- | ------- | ---- | -- | ---- | ---- |
|        |  | 古川功二   | 92 | 福島 |          |         |      |    | 6    | 3    |
|        |  | 稲村成浩   | 69 | 群馬 | 50       |         | 00   | ●  | 6    | 6    |
|        |  | 稲村好将   | 81 | 群馬 |          |         |      |    | 6    | 6    |
|        |  | 鈴木謙太郎 | 90 | 茨城 |          |         |      |    | 6    | 6    |
|        |  | 豊岡哲生   | 93 | 東京 |          |         |      |    | 6    | 6    |

3月12日の理事会で5名とも、5月1日からの「6か月」の自粛休場が決まった。その後6月23日の綱紀審議委員会と理事会・支部長合同会議にて決まった、一律「3か月」への短縮変更メンバーに古川は含まれた。他の4名の自粛期間は変更なし。

### 批判・懸念

#### 独立騒動への批判
今回の独立騒動については、そもそも「チャリーズ杯によって得られた資金を運営する団体が特定の選手会を運営することはおかしい」「チャリーズ杯の資金は被災者向けのチャリティーにのみ使われるべきで、それ以外（五輪のメダル獲得を目指した強化活動等）に流用すべきではない」という批判がある。
また12月19日の独立記者会見や2月14日の謝罪会見など、会見の多くが一部報道のみを相手にした形で行われ事前公表がなされなかったことについても「自分たちだけの都合で記者を含めた関係者を引きずり回した」「（謝罪会見の）直前まで全日本選抜競輪が行われていたのだから、本心で謝りたいのなら多くの関係者が集まるその席で報告すべきだった」と一部スポーツ新聞が批判している。
2月26日の紙面にて、スポーツニッポン評論家（競輪担当）を務める井上茂徳（初代グランドスラマーの元競輪選手）は、選手会脱会すなわち共済会（負傷・休業等の補償などに対応）脱退でもあり、混乱を招く行動だったと指摘した。
競輪の衰退を阻止すべく、地元地区の競輪場におけるファンサービスという形などで、各支部長を中心に練習の合間を縫って地道な尽力をしている選手も多く、それを踏みにじったものという意見もある。

#### 処分の影響懸念
23人の中には実力（脚力）のある選手というだけでなく、オールスターファン投票の例年の上位選手が多く含まれている。人気選手と車券購買意欲との関係は未知数ながら、規律を乱したことから処分はやむをえない・妥当という意見もある一方で、記者・ファンからの本年度の売上低下を懸念・心配する意見も見られた。
23人の長期出場自粛反対に関する署名運動が、遅くとも3月頃には、東京大学の運動会剣道部に在籍していた学生（長塚からトレーニングの指導を受けていた縁がある）を中心に行われた。
現役選手でS級S班の深谷知広は日本選手権競輪の決勝戦後、「こんな素晴らしい選手（の出場）を1年間止める意味がどこにあるのかと思う。力を合わせて声を上げていきたい」とコメントを残した。また、この大会を最後に競輪の競走から退いた山田裕仁も「競輪選手、競輪界を社会的に認知してもらうために頑張ってきたが残念ながら、業界、選手会の体質にはがっかりしている。例の問題（選手会移籍）もそういったストレスがたまっていたものが出たんでしょう。」とコメントするなど処分を疑問視する声が上がった。
著名人では、競輪ファンの作家・伊集院静が週刊誌上やスポーツ紙の競輪面上で減刑を求める文章で繰り返し訴えたり、村上兄弟と親交のあるジョッキー・武豊がペナルティーを疑問視するコメントを公にしたりという動きも4月頃にあった。
5月14日に京都市内のホテルで村上兄弟の優勝祝勝会が開かれた。この場の壇上で、年末のKEIRINグランプリ2014を初開催する岸和田競輪場の吉野博所長は、「早期に自粛期間の軽減を」と信貴芳則岸和田市長の代読をした。石黒克巳JKA会長も「処分に触れるつもりはない」と前置きしつつ「今年の岸和田で2人の走りをぜひ見たいと思う」と述べたという。

### 6月・自粛期間の緩和
多くの人気選手が欠場することにより、各地の競輪場における売上げの低下を懸念した全国競輪施行者協議会は、4月30日に日本競輪選手会へ自粛勧告期間の短縮を求める要請書を送った。そして実際にその懸念が現実問題となり、直後に行われた第65回高松宮記念杯では売り上げ金額は目標を大きく下回り、4日制GIレースとしては当時のワーストを記録してしまった（なお、その次のGIレースである第23回寬仁親王牌もそれに次ぐ4日制ワースト2位の売り上げに留まった。詳細はそれぞれの当該項目を参照のこと）。これを受け、日本競輪選手会は6月23日に綱紀審議委員会・理事会を開き、23人中18人の自粛勧告期間を一律3か月（7月31日まで）に短縮することを決定した。事前に選手会側は対象者に対して、今後の出走における賞金の一部を何らかの形で寄付する意思確認などもしていたという。

### KEIRINグランプリ2014への動向・その後
KEIRINグランプリ2014（GP, 12月）は、2014年のGI（計6）覇者と、賞金獲得額上位選手（もし同年の国際大会における自転車競技個人種目の優勝者など選考委員が認めた場合はそれを優先）の、計9名が出場する。
「第65回高松宮記念杯」（GI, 6月）、「第23回寬仁親王牌」（GI, 7月）には、自粛期間中の開催のため、23人全員が出場できなかった。
6月の自粛期間短縮決定により自粛3か月になった選手は「第10回サマーナイトフェスティバル」（GII, 8月）から出場選考の対象となった。「第57回オールスター競輪」（GI, 9月）はファン投票の対象外となっているが、それ以外の選考条件を満たせば出場でき、武田豊樹が優勝した。
「第56回朝日新聞社杯競輪祭」（GI, 11月）は今大会限定で、自粛していたメンバーを対象に、最低出走回数を18（従来は24）に変更する救済措置がなされた。これにより、S級1班（S班選手は優先出場権を持つ）の3選手、村上博幸、佐藤友和、武田豊樹の出場が可能となった。平原康多が優勝した。
そのKEIRINグランプリ2014の全9選手のうち、本件に関与したメンバーの中から村上兄弟、武田、平原の4人が出場を果たした。レース結果は優勝が武田、2・3着は村上弟・兄だった。大会3日間の総売上が5億強、GPレースの売上も4億強、それぞれ主催者の目標金額よりも上回った。
2016年6月、2014年末から調査していた公正取引委員会が、SS11参加選手に対して高圧的な言動などで圧力をかけたとして、日本競輪選手会へ独占禁止法違反の行政措置の内の「注意」をしたとスポーツ報知が報道した。